# Сушёный персик

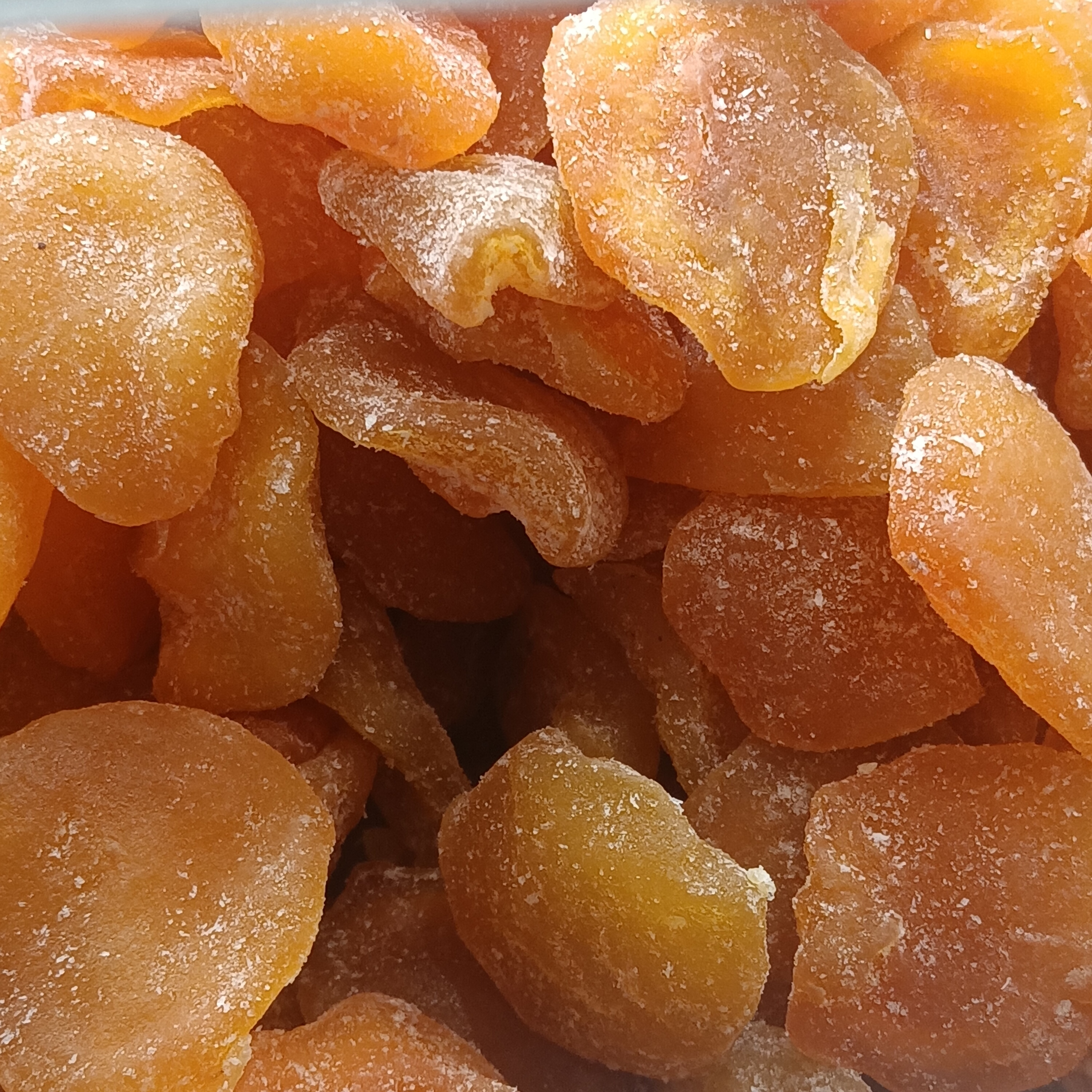
Сушёные персики

Сушёные персики — сухофрукты, популярный и питательный продукт, приготовленный путём удаления большей части воды из свежих персиков (лат. Prunus persica), что сохраняет их сладость и питательные вещества. Их едят во всем мире из-за их удобства, длительного срока хранения и пользы для здоровья.
Сушеные персики обычно производятся двумя основными способами: сушкой на солнце и промышленной дегидратацией. Для традиционной сушки персики нарезают ломтиками и выкладывают на солнце на несколько дней. Этот метод энергоэффективен, но требует сухого, теплого климата для предотвращения порчи. Промышленная дегидратация использует контролируемое тепло и поток воздуха в дегидраторах или печах, что сокращает время сушки и обеспечивает безопасность пищевых продуктов. Некоторые производители обрабатывают персики диоксидом серы для сохранения цвета и предотвращения окисления.
Сушеные персики обычно представлены в виде целых плодов (без косточек), половинок (персики без косточек, разрезанные продольно на две равные части перед сушкой),  ломтиков (преимущественно параллельно нарезанных полосок нерегулярного размера и толщины) или пластинок (кусочков очищенных от косточек здоровых персиков нерегулярной формы, размера и толщины). Сушеные персики употребляются в качестве самостоятельной закуски, добавляются в хлопья, смеси для сухофруктов и выпечку, применяют для использования в десертах и соленых блюдах.

## Производство
Процесс сушки персиков представляет собой тщательное удаление влаги фруктов с сохранением вкуса и питательных веществ. Используются два основных метода:
1. Традиционная сушка на солнце.
Наиболее распространенный традиционный метод сушки — это солнечная сушка, при которой фрукты раскладываются под солнцем для естественной сушки в течение длительного периода, по крайней мере, нескольких дней. Персики моют, удаляют косточки и нарезают ломтиками, а затем выкладывают на прямые солнечные лучи. Этот метод экономически эффективен, но требует жаркого сухого климата (например, в Калифорнии или Средиземноморье) для предотвращения появления плесени. Некоторые мелкие производители все еще используют эту технику для получения более натурального продукта.
2. Промышленная дегидратация.
Большинство продаваемых в продаже сушеных персиков производятся с использованием промышленных дегидраторов или туннельных сушилок, в которых циркулирует теплый воздух для равномерной сушки. Промышленная воздушная сушка подразумевает воздействие на фрукты сухого окружающего воздуха для постепенного удаления влаги. Для подготовки персиков их погружают в раствор аскорбиновой кислоты (витамин С) или обрабатывают диоксидом серы для сохранения цвета и предотвращения гниения. Сушеные обработанные персики более яркий оранжевый оттенок, в то время как необработанные сорта темнеют.
Из наиболее современных методов можно отметить сублимационную сушку (лиофилизация) — более дорогой по сравнению с традиционными метод, который значительно лучше сохраняет текстуру и питательные вещества натуральных фруктов.

## Пищевая ценность и польза для здоровья
В литературе описывается следующие полезные свойства сушёных персиков:
- высокое содержание клетчатки способствует пищеварению и предотвращает запоры;
- калий помогает поддерживать здоровый уровень артериального давления;
- натуральные сахара обеспечивают быструю энергию, что делает сушёные персики идеальными для энергетического питания спортсменов;
- антиоксиданты помогают бороться с окислительным стрессом, потенциально снижая риск рака.

## Использование в кулинарии
Сушеные персики достаточно универсальны для кулинарного применения:
- перекус: самостоятельная еда или в смеси с орехами или другими сухофруктами;
- выпечка: добавка в кексы, батончики мюсли, пироги и другие изделия;
- приготовление вторых блюд: используют вместо свежих персиков для чатни, тажинов или глазури для мяса.
- сладкая добавка в готовые блюда: добавляют в овсяную кашу, йогурт или хлопья.